# Conrad Gyllenstierna
Conrad Gyllenstierna (af Ulaborg), född 1638, död 11 september 1684,  son till Erik Karlsson Gyllenstierna, var en svensk friherre och landshövding.

## Biografi
Gyllenstierna blev 1665 assessor i Kommerskollegium samt 1667 landshövding i Viborgs och Nyslotts län, varifrån han 1674 flyttades till samma befattning i Kalmar län. Gyllenstierna tillhörde under förmyndartiden riddarhusoppositionen och slöt sig efter Karl XI:s myndighet till kungen och förordandes 1680 till ordförande i Stora kommissionen.
Såväl i denna sin egenskap som vid 1680 och 1682 års riksdagar visade sig Gyllenstierna som en reduktionens och enväldets nitiske tjänare och var vid 1682 års riksdag en av sekreta utskottets mest betydande medlemmar.
Den 18 november 1669 gifte han sig med Märta Christina Ulfsparre, och till bröllopet skrev diktaren Lasse Lucidor oombedd en bröllopsdikt Giljare Kvaal som irriterade Gyllenstierna så mycket att han drog denne inför rätta. Lucidor satt en tid i fängelse på grund av dikten.